# RK Brač
Ragbi klub Brač je ragbijaški klub s otoka Brača.

## Povijest
Klub je osnovan, odnosno, krenuo je s radom 2006. godine nakon višegodišnjih napora ragbijaških zanesenjaka.
Osnivači su mahom bivši igrači splitske Nade. Većina osnivača uglavnom su podrijetlom s Brača. Idejni začetnici su bili Dalibor Starčević, tadašnji predsjednik  Rk Nada i Emil Koljatić, sadašnji predsjednik RK Brač (stanje u 2024.).
Klub ima treninge na terenima u Postirima.

## Klupski grb
Na klupskom grbu se nalazi stilizirani jelen. Jelen je uzet za simbol, jer je prema ilirskoj riječi za jelena nastao današnji naziv za otok Brač.

## Vanjske poveznice
- Ragbi klub Brač  Arhivirana inačica izvorne stranice od 14. rujna 2008. (Wayback Machine)